# Hurînivka, Koriukivka
Hurînivka (în ucraineană Гуринівка) este un sat în comuna Breci din raionul Koriukivka, regiunea Cernihiv, Ucraina.

## Demografie
Componența lingvistică a localității Hurînivka
     Ucraineană (96,33%)
     Rusă (3,67%)
Conform recensământului din 2001, majoritatea populației localității Hurînivka era vorbitoare de ucraineană (96,33%), existând în minoritate și vorbitori de rusă (3,67%).